# Rasmus Christiansen

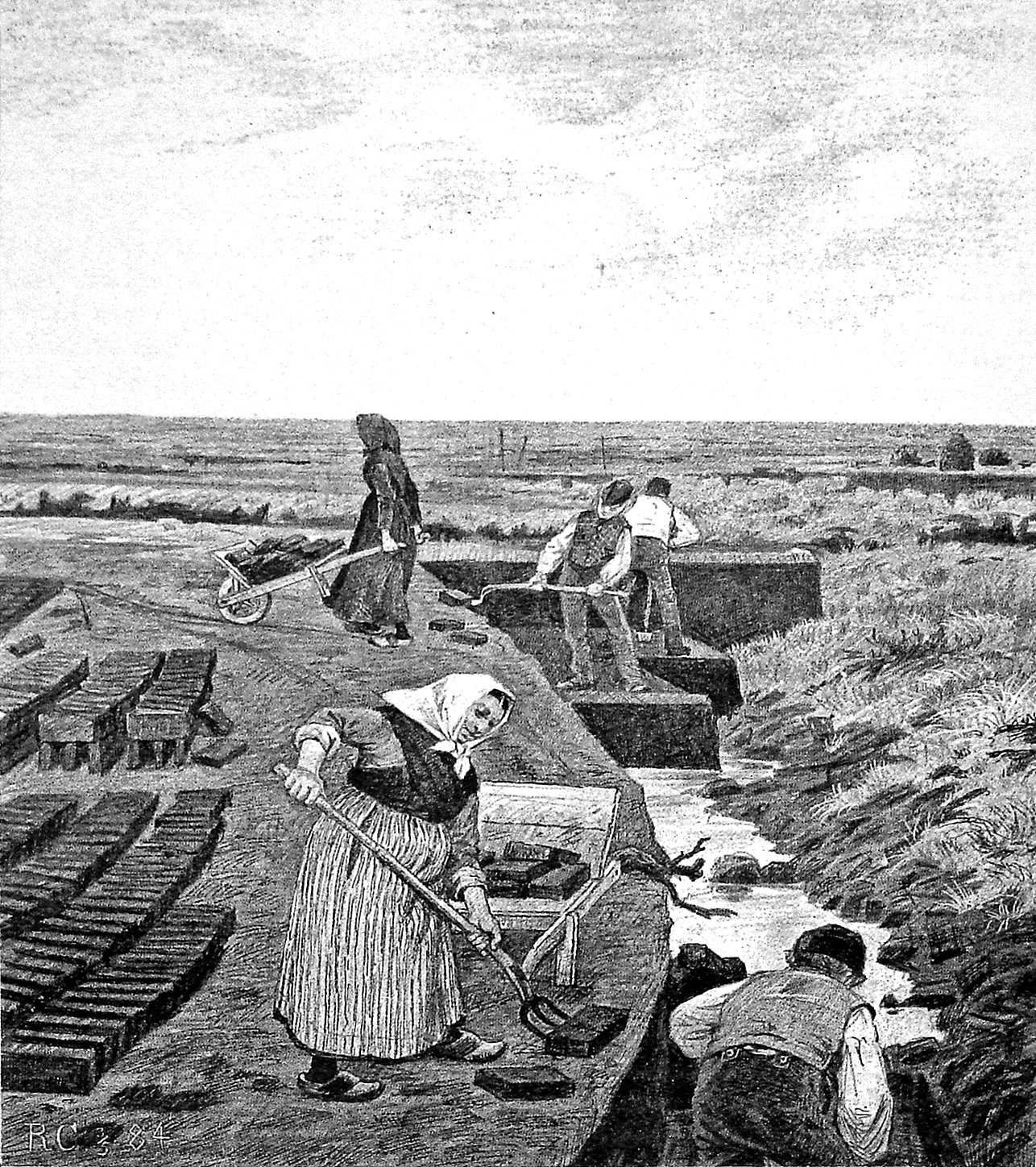
Torvskærning på Vildmosen, 1884

Rasmus Aagaard Christiansen, född 2 februari 1863 i Bjertrup vid Hørning, död 11 november 1940 i Köpenhamn, var en dansk tecknare och målare.
Efter att blivit målargesäll och gått ut från den tekniska skolan i Aarhus 1881, fortsatte Christiansen på Kunstakademiet under åren 1881–1882. Därefter vidareutbildade han sig på Kunstnernes Studieskole under P.S. Krøyer och Laurits Tuxen. 
Han bidrog till vårutställningen på Charlottenborg 1884 med vinterbilden Toget kommer.

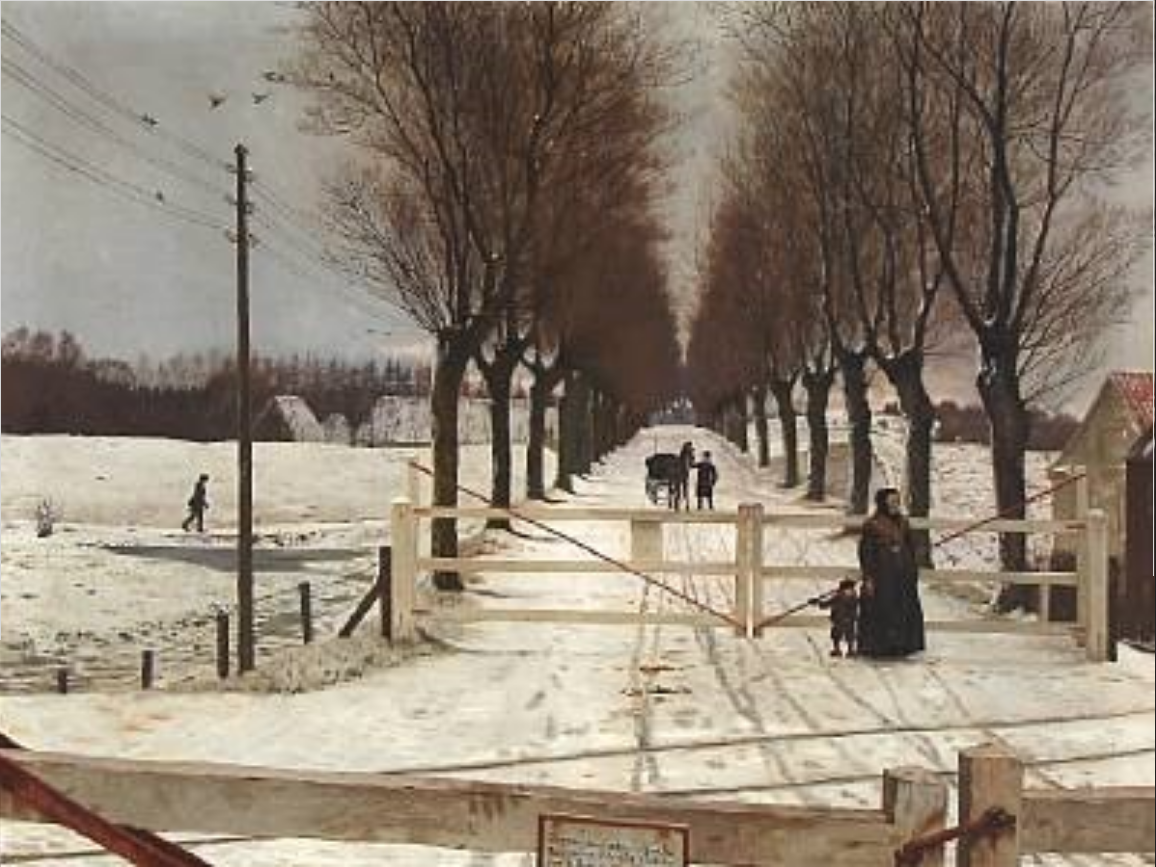
Toget kommer, motiv från en järnvägskorsning i Jylland, 1884

Han gjorde utlandsresor tillsammans med Vilhelm Hammershøi till Berlin och andra städer.
Rasmus Christiansen har målat djurbilder, porträtt, genrebilder och landskapsmotiv. Under sina senare år var han också illustratör, bland annat i tidskrifterna Punch, Klods-Hans och Blæksprutten samt dagstidningen Politiken. Han gjorde också skolplanscher.

## Bildgalleri

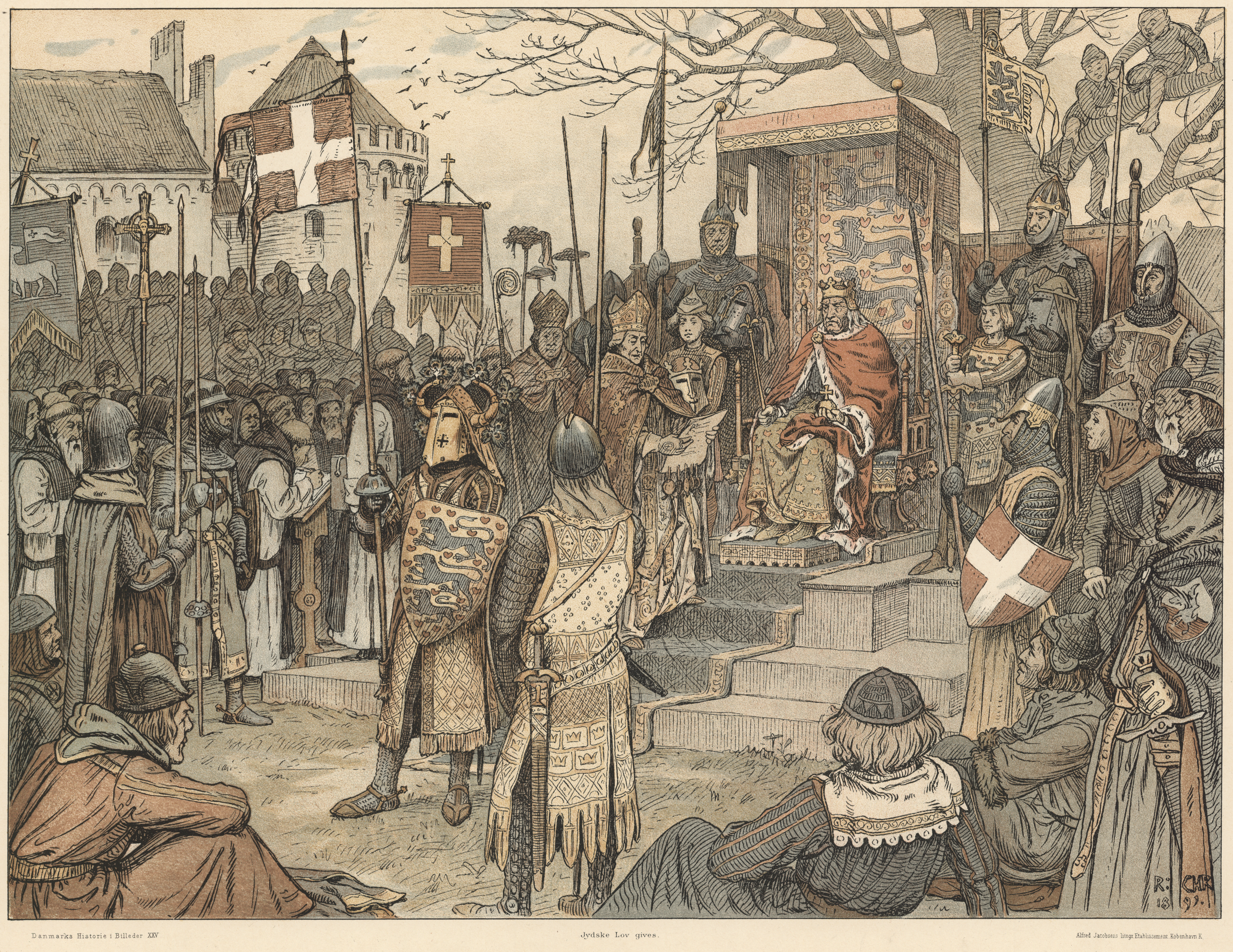
Jydske Lov från 1241
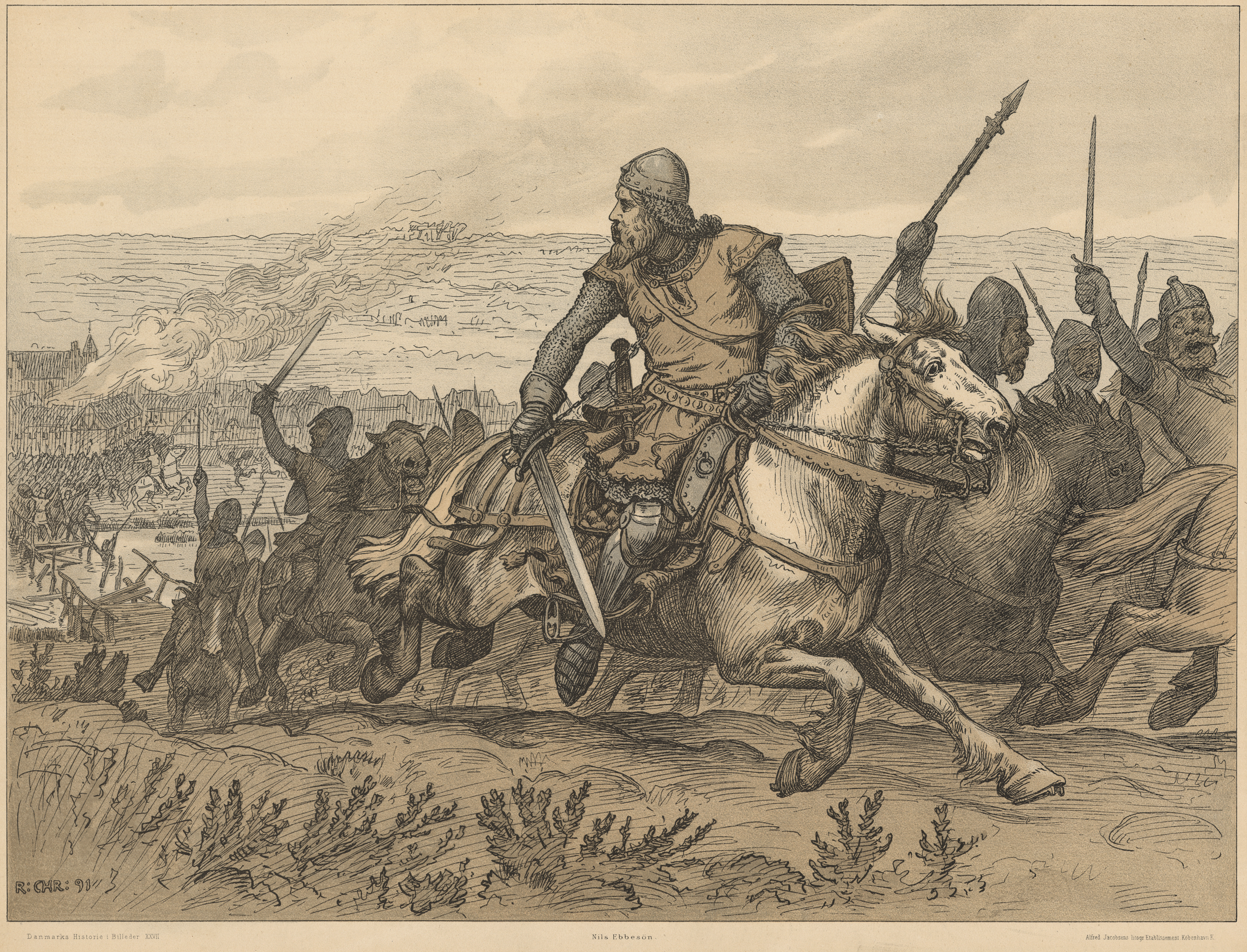
Niels Ebbesen rider bort efter dråpet av Gerhard III av Holstein, 1340.
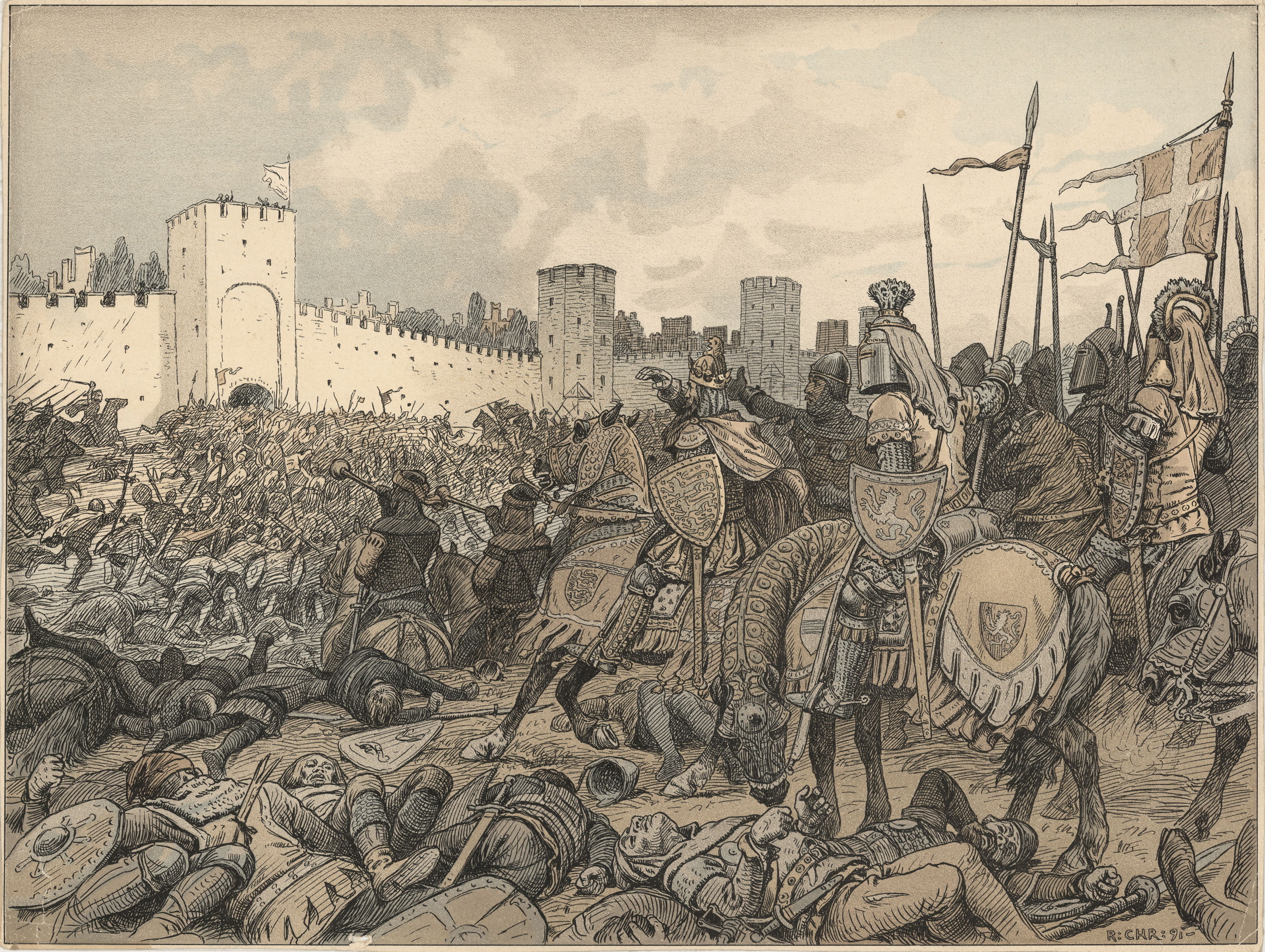
Valdemar Atterdag intar Visby, 1341
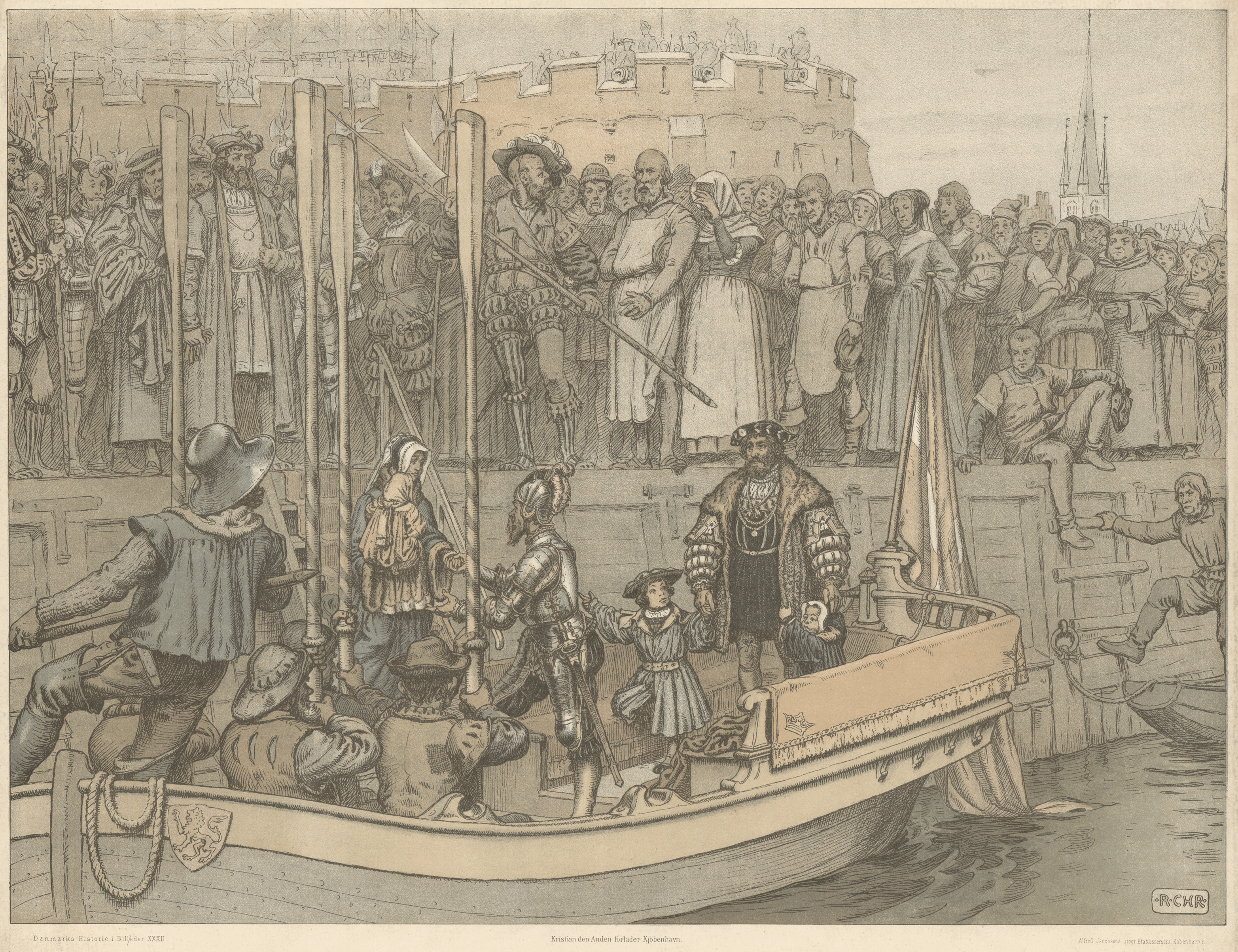
Kristian II lämnar Köpenhamn
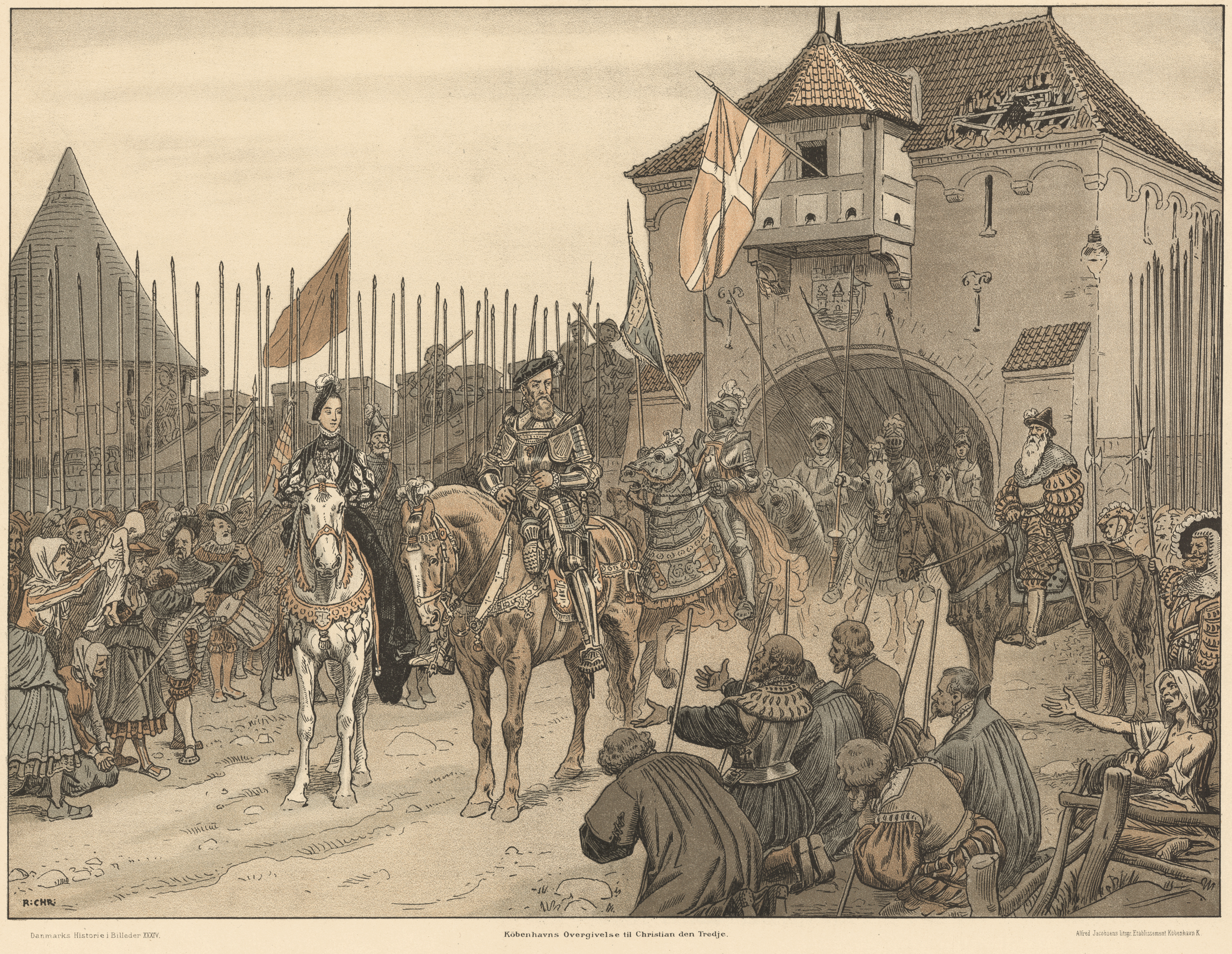
Överlämnandet av Köpenhamn till Kristian III, 1536
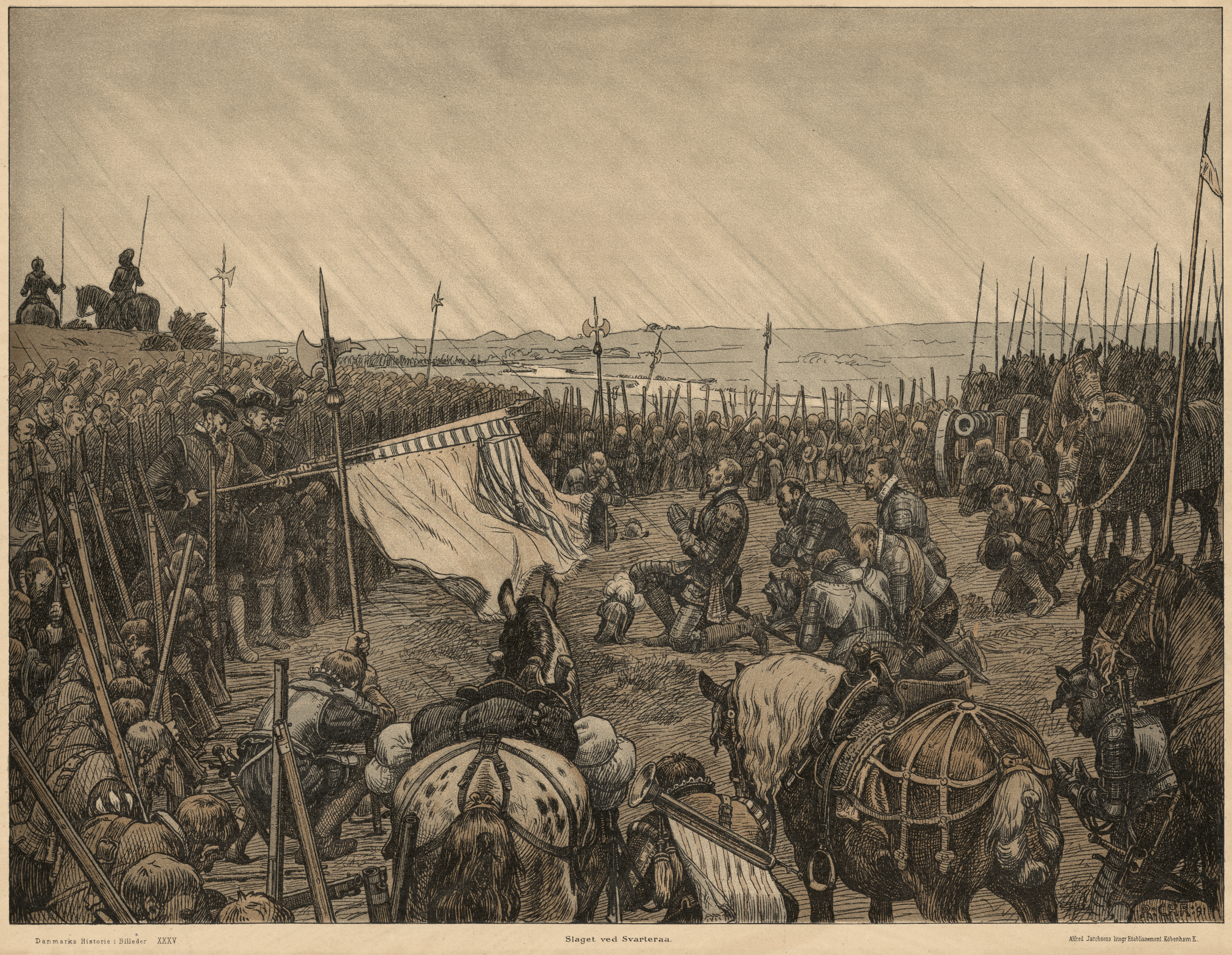
Slaget vid Axtorna under det  Nordiska sjuårskriget, 1565